# 金京郁
金京郁（1970年4月18日—）是一名韩国射箭运动员。她在1996年亚特兰大奥运会中获得女子射箭个人比赛金牌以及团体金牌。
2010年起，成為MBC偶像明星運動會射箭項目專業客席主持。